# Дарија Лоренци
Дарија Лоренци Флац (хрв. Daria Lorenci Flatz; Сарајево, СФРЈ, 13. април 1976) је хрватска и босанскохерцеговачка позоришна, телевизијска и филмска глумица.

## Филмографија

### Телевизијске улоге
| Год.       | Назив                 | Улога             |
| ---------- | --------------------- | ----------------- |
| 2007.      | Битанге и принцезе    | адвокат           |
| 2007.      | Луда кућа             | Славкова девојка  |
| 2007.      | Операција Кајман      | Нина              |
| 2007−2008. | Луд, збуњен, нормалан | Ведрана           |
| 2008.      | Мамутица              | Зринка            |
| 2009.      | Стипе у гостима       | инструкторка јоге |
| 2013.      | Почивали у миру       |                   |
| 2022.      | Кумови                | Јадранка Мацан    |

### Филмске улоге
| Год.  | Назив                            | Улога                   |
| ----- | -------------------------------- | ----------------------- |
| 2000. | Ништа од сатараша                |                         |
| 2000. |                                  |                         |
| 2001. | Анте се враћа кући               | Антина девојка          |
| 2003. | Онај који ће остати непримијећен |                         |
| 2003. | Испод црте                       | лекарка из хитне помоћи |
| 2004. | Опрости за кунг фу               | Мирјана „Мира“          |
| 2004. | Секс, пиће и крвопролиће         |                         |
| 2005. | Мртви кутови                     | Павица                  |
| 2006. | Није да знам, него је тако       |                         |
| 2006. | Све џаба                         | Марија                  |
| 2007. | Армин                            | Аида                    |
| 2007. | Тешко је бити фин                | Азра                    |
| 2008. | Ничији син                       | Марта                   |
| 2008. | Иза стакла                       | Ана                     |
| 2009. | Метастазе                        | Милица                  |
| 2009. | Нека остане међу нама            | Анамарија               |
| 2019. | Асиметрија                       | Вера                    |